# ノア・ボーマン
ノア・ボーマン（Noah Bowman、1992年5月8日 - )は、カナダ・カルガリー出身のフリースキーヤー。種目はハーフパイプ。Winter X Gamesでは1つのシルバーメダルを獲得。2014年にロシアのソチで開催されたソチオリンピックではカナダ代表として出場し5位。スイッチ・アリウープ・ダブル900をメイクした最初の選手。

## 成績
- X Games Aspen 2015  SKI SuperPipe  6位
- X Games Aspen 2014  SKI SuperPipe  11位
- Winter X Games Tignes 2013  SKI SuperPipe  9位
- Winter X Games Aspen 2013  SKI SuperPipe  9位
- Winter X Games Aspen 2012  SKI SuperPipe  2位

## 趣味
スケートボード・ギター・アウトドア

## その他
以前まで寒冷蕁麻疹だった。試合前には必ずステーキを食べる。

## スポンサー
- サロモン
- Oakley